# Aedes Danielis
Aedes Danielis (Ædes Danielis) (pol. Dom Daniela; malt. Dar ta’ Danjeli), znany również jako Palazzo Gregorio Bonici (pol. Pałac Gregorio Boniciego; malt. Palazz Girgor Bonici) – renesansowy budynek z końca XVII wieku z prywatnym ogrodem w Żejtun na Malcie. Jest to historyczna posiadłość prywatna zbudowana przez Gregorio Boniciego jako jego druga rezydencja i obecnie należąca do potomków rodzin Bonici i Testaferrata.
Budynek jest również znany jako Palazzo Aedes Danielis i Aedes Danielis Palace, jednak słowa „palazzo” lub „palace” są powtórzeniem, gdyż łacińskie słowo „aedes” oznacza dom Jest też nazywany przez niektórych mieszkańców „il-Palazz tal-Markiża” (pol. pałac markizy).

## Historia
Aedes Danielis to XVII-wieczny budynek, zbudowany w 1659 roku jako wiejska rezydencja szlachcica Gregorio Boniciego (1612–1697). Bonici był jednym z darczyńców terenu, na którym obecnie stoi kościół parafialny w Żejtun. Bonici był uznanym handlarzem pszenicą i zajmował jedno z najwyższych stanowisk cywilnych na Malcie, był kasztelanem (malt. ħakem) Mdiny za panowania wielkiego mistrza de Lascaris–Castellara.
Gregorio Bonici pierwotnie zaoferował ziemię, na której dziś stoi Aedes Danielis pod budowę większego kościoła parafialnego dla tej miejscowości. Jednak po krytyce, że miejsce to jest zbyt oddalone od niektórych mieszkańców wsi, postanowiono w zamian przekazać inny kawałek ziemi.
Po śmierci Gregorio Boniciego jego żona Elena Barbara odziedziczyła cały majątek, w tym budynek Aedes Danielis, w którym mieszkała aż do śmierci trzy lata później. Ponieważ Gregorio i Elena nie mieli dzieci budynek przeszedł w ręce innych członków rodziny Bonici, którzy później związali się poprzez małżeństwa z rodziną Testaferrata, i ostatecznie z rodziną Moroni Viani.
Aż do czasów II wojny światowej garaż na tyłach posiadłości był używany jako duży magazyn na dekoracje świąteczne wioski. Podczas wojny budynek został zarekwirowany przez armię brytyjską do użytku przez żołnierzy stacjonujących w okolicy. 11 maja 1941 roku około godziny 9 wieczór ogród, stanowiący część posiadłości, został bezpośrednio trafiony przez nieprzyjacielską bombę lotniczą.
W styczniu 1980 roku i ponownie w sierpniu roku 1981 budynek i stojąca obok kaplica zostały okradzione. W czerwcu 1999 zmarła Maria Testaferrata Bonici; w testamencie podzieliła posiadłość, w tym budynek pomiędzy jej troje dzieci.

## Architektura
Architektura budynku nawiązuje do renesansu, pierwotnie jako rezydencja wiejska, a dziś jest punktem orientacyjnym witającym gości na jednej z głównych ulic miasta Żejtun. Fasada dominuje nad swoim otoczeniem.
Na fasadzie znajduje się duża nisza z imponującym, naturalnej wielkości posągiem biblijnego proroka Daniela. Twarz posągu jest podobna do twarzy Gregorio Boniciego, co można porównać oglądając portret tego ostatniego znajdujący się w kościele parafialnym. Nisza jest ozdobiona inskrypcjami, w tym datami i innymi elementami architektonicznymi, takimi jak głowy lwów i herb. Nisza jest umieszczona na liście NICPMI jako zabytek narodowy.
Do budynku przylega kaplica poświęcona Matce Bożej Dobrej Rady. Została zbudowana w roku 1768 w stylu barokowym i sfinansowana przez Enrico Testaferratę. Wchodzi ona w skład posiadłości stanowiąc własność prywatną; czasami jest udostępniana ogółowi. Kościół jest osobno wymieniony jako zabytek narodowy.

## Ochrona dziedzictwa kulturowego
24 maja 2024 budynek został umieszczony w National Inventory of the Cultural Property of the Maltese Islands pod numerem 02564.